# Lactobacillus graminis
Lactobacillus graminis è una specie di batterio appartenente alla famiglia delle Lactobacillaceae.